# The Timeless Tour
The Timeless Tour es la próxima cuarta gira musical de la cantante y compositora estadounidense Meghan Trainor. Se lanzará en apoyo a su sexto álbum de estudio bajo el sello discográfico Epic Records, Timeless (2024). Contará con conciertos en toda América del Norte.
La gira fue anunciada en marzo de 2024, junto con las fechas de los conciertos. Comenzará el 1 de septiembre de 2024 en Hollywood y concluirá en Inglewood el 19 de octubre de 2024, con un total de 24 espectáculos. Los actos de apertura serán Paul Russell, Chris Olsen, Ryan Trainor y Natasha Bedingfield.

## Antecedentes
El 14 de marzo de 2024, anunció una gira de 24 fechas en América del Norte, titulada The Timeless Tour. Esta será su cuarta gira de conciertos, y sigue a su tercera gira, The Untouchable Tour, que emprendió en 2016 para apoyar su segundo álbum de estudio, Thank You. Esta gira marca su regreso a los escenarios después de siete años de ausencia. Junto con el anuncio de la gira, se reveló que habrá una preventa exclusiva para fans que comenzará el 19 de marzo de 2024, seguida de la venta general tres días después.

## Fechas
| Fecha                    | Ciudad           | País           | Lugar                               | Teloneros                                    |
| ------------------------ | ---------------- | -------------- | ----------------------------------- | -------------------------------------------- |
| 16 de junio de 2024      | Londres          | Reino Unido    | Estadio de Wembley                  |                                              |
| 1 de septiembre de 2024  | Hollywood        | Estados Unidos | Hard Rock Live                      | Paul Russell                                 |
| 2 de septiembre de 2024  | Tampa            | Estados Unidos | Seminole Hard Rock Hotel & Casino   | Paul Russell                                 |
| 4 de septiembre de 2024  | Cincinnati       | Estados Unidos | Riverbend Music Center              | Paul Russell Chris Olsen                     |
| 6 de septiembre de 2024  | Pittsburgh       | Estados Unidos | Petersen Events Center              | Chris Olsen                                  |
| 7 de septiembre de 2024  | Filadelfia       | Estados Unidos | Mann Center for the Performing Arts | Paul Russell Chris Olsen                     |
| 10 de septiembre de 2024 | Franklin         | Estados Unidos | FirstBank Amphitheater              | Paul Russell Ryan Trainor                    |
| 12 de septiembre de 2024 | Raleigh          | Estados Unidos | Red Hat Amphitheater                | Paul Russell Chris Olsen                     |
| 13 de septiembre de 2024 | Alpharetta       | Estados Unidos | Ameris Bank Amphitheatre            | Paul Russell Chris Olsen                     |
| 15 de septiembre de 2024 | Charlotte        | Estados Unidos | PNC Music Pavilion                  | Paul Russell Chris Olsen                     |
| 17 de septiembre de 2024 | Bristow          | Estados Unidos | Jiffy Lube Live                     | Paul Russell Chris Olsen                     |
| 20 de septiembre de 2024 | Mansfield        | Estados Unidos | Xfinity Center                      | Paul Russell Chris Olsen                     |
| 21 de septiembre de 2024 | Uncasville       | Estados Unidos | Mohegan Sun Arena                   | Paul Russell Chris Olsen                     |
| 25 de septiembre de 2024 | Nueva York       | Estados Unidos | Madison Square Garden               | Natasha Bedingfield Paul Russell Chris Olsen |
| 27 de septiembre de 2024 | Cuyahoga Falls   | Estados Unidos | Blossom Music Center                | Paul Russell Ryan Trainor                    |
| 28 de septiembre de 2024 | Toronto          | Canadá         | Budweiser Stage                     | Paul Russell Ryan Trainor                    |
| 30 de septiembre de 2024 | Sterling Heights | Estados Unidos | Michigan Lottery Amphitheatre       | Paul Russell Ryan Trainor                    |
| 2 de octubre de 2024     | Maryland Heights | Estados Unidos | Hollywood Casino Amphitheatre       | Paul Russell Ryan Trainor                    |
| 4 de octubre de 2024     | Noblesville      | Estados Unidos | Ruoff Music Center                  | Paul Russell Ryan Trainor                    |
| 5 de octubre de 2024     | Morrison         | Estados Unidos | Allstate Arena                      | Paul Russell Chris Olsen                     |
| 8 de octubre de 2024     | Rogers           | Estados Unidos | Red Rocks Amphitheatre              | Natasha Bedingfield Paul Russell Chris Olsen |
| 10 de octubre de 2024    | Irving           | Estados Unidos | Walmart Arkansas Music Pavilion     | Paul Russell Chris Olsen                     |
| 12 de octubre de 2024    | The Woodlands    | Estados Unidos | Toyota Music Factory                | Paul Russell Chris Olsen                     |
| 13 de octubre de 2024    | Phoenix          | Estados Unidos | Cynthia Woods Mitchell Pavilion     | Paul Russell Chris Olsen                     |
| 18 de octubre de 2024    | Mountain View    | Estados Unidos | Talking Stick Resort Amphitheatre   | Paul Russell Chris Olsen                     |
| 19 de octubre de 2024    | Inglewood        | Estados Unidos | Kia Forum                           | Natasha Bedingfield Paul Russell Chris Olsen |